# Cap Eluanbi
L' Eluanbi ou Oluan Pi (Chinois traditionnel: 鵝鑾鼻; pinyin: Éluánbí; Wade–Giles: O2-luan2-pi2; Pe̍h-ōe-jī: Gô-lôan-phīⁿ) est un promontoire situé dans la commune de Hengchun au sein du comté de Pingtung à Taïwan.

## Nom

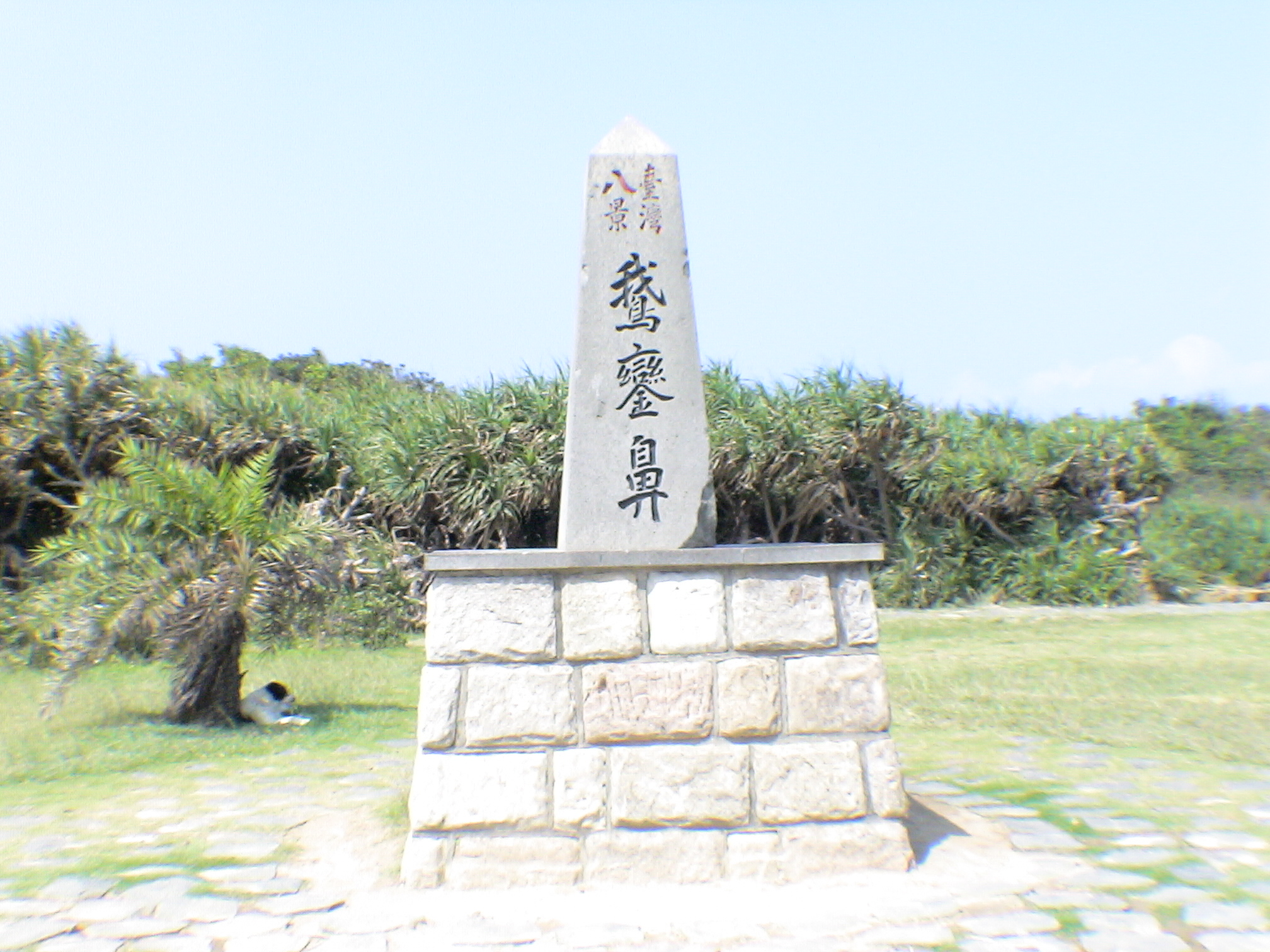
Monument en pierre représentant la vue de Huit curiosités de Taiwan

Le nom Hokkien est Gô-lôan (Chinois traditionnel: 鵝鑾; pinyin: Éluán)) et découle de Goran, qui signifie "voile" en langue Paiwan, parlée par l'un des groupes d'aborigènes de Taïwan. Le mot phīⁿ (Chinois traditionnel: 鼻; pinyin: bi) signifie "nez" et se réfère à la forme d'une grosse pierre dans les environs de la baie de la Banane (香蕉灣). Au cours de la colonisation japonaise, le nom était généralement écrit en katakana ou en kanji (Japonais: ガランピ/鵝鑾鼻; rōmaji: Garambi  ).

## Emplacement
Également surnommé "Ngoluanpi", "Goa-loan-pi" et "Cap sud", l'Oluan Pi est à l'extrémité sud de la chaîne centrale de Taïwan et du Parc National de Kenting. Face au détroit de Luçon et au canal de Bashi, il constitue le point le plus méridional de Taiwan.

## Histoire

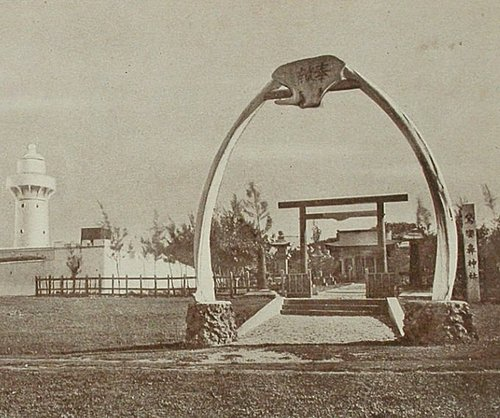
Vue sur le Temple Garanpi

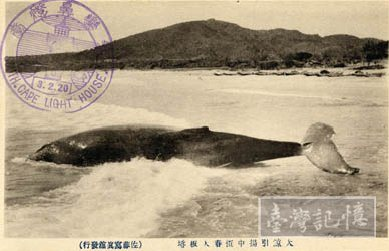
Chasse à la baleine de Nan Wan

Le cap a été reconnu comme l'extrémité méridionale de l'Empire Japonais durant la colonisation, et fut une zone de collision importante pour les navires de guerre. Il fut également,à cette époque, l'une des principales stations baleinières sur Taiwan édifiée par l'industrie japonaise,, dont l'activité se concentrait sur la pêche des baleines à bosse dans la baie du Sud et dans la baie de la Banane,. Par ailleurs, le temple de Garanpi (Shintoïsme), ainsi que le phare ont été détruits au cours de la Seconde guerre mondiale.

## Phare
Le phare d'Eluanbi, situé sur le cap homonyme a été construit avec des défenses par la dynastie Qing et détruit au cours de la même dynastie au moment d'un repli, puis il a été reconstruit par le gouvernement japonais en 1898. Le phare fut de nouveau détruit pendant la Seconde guerre mondiale et fut restauré après la guerre. Il a été choisi comme l'une des Huit curiosités de Taiwan au cours de l'époque coloniale.

## Nature et tourisme
Le cap est localisé dans le parc d'Eluanbi qui inclut des réserves naturelles telles que la Zone de protection écologique de Longkeng (龍坑生態保護區) abritant des récifs de corail et la forêt vierge de la baie de la Banane et la péninsule de Hengchun. 26 espèces de crabes terrestres sont présentes dans la région et regroupe la plus grande diversité de crabes terrestres dans des espaces uniques dans le monde. De nos jours, bien que l'on rencontre très rarement des baleines, il est possible d'apercevoir d'autres mammifères tels que des petits cétacés, dauphins, tortues de mer et requins bouledogues.
La pêche et les sports nautiques représentent les activités les plus populaires de la région.